# تپه قاموشوک
تپه قاموشوک مربوط به سدهٔ ۶–۸ ه.ق است و در شهرستان ارومیه، بخش سلیوانا، دهستان ترگور، ۳ کیلومتری غرب روستای گرده بلاج واقع شده و این اثر در تاریخ ۱۸ شهریور ۱۳۸۷ با شمارهٔ ثبت ۲۳۳۱۴ به‌عنوان یکی از آثار ملی ایران به ثبت رسیده است.